# Carol Weymuller Open
Le Carol Weymuller Open est un tournoi de squash qui se tient à New York aux États-Unis en septembre. Le tournoi est créé en 1975 par Carol Weymuller. Les éditions 2002, 2003, 2004, 2006, 2007 et 2009 prennent aussi le nom de US Open. Le premier directeur du tournoi a été Alicia McConnell. Linda Elriani occupe ensuite ce poste.

## Palmarès
| Année | Championne                                                 | Finaliste                                                  | Score en finale                                            |                                                            |
| ----- | ---------------------------------------------------------- | ---------------------------------------------------------- | ---------------------------------------------------------- | ---------------------------------------------------------- |
| 2025  | Fayrouz Aboelkheir                                         | Nada Abbas                                                 | 11-7, 11-9, 12-10 (32 min)                                 |                                                            |
| 2024  | Farida Mohamed                                             | Fayrouz Aboelkheir                                         | 12-10, 11-4, 7-11, 11-8 (35 min)                           |                                                            |
| 2023  | Georgina Kennedy                                           | Olivia Fiechter                                            | 11-7, 12-10, 12-10 (40 min)                                |                                                            |
| 2022  | Rowan Elaraby                                              | Sivasangari Subramaniam                                    | 11-7, 6-11, 11-9, 11-6 (46 min)                            |                                                            |
| 2021  | annulé en raison de la pandémie de Covid-19 aux États-Unis | annulé en raison de la pandémie de Covid-19 aux États-Unis | annulé en raison de la pandémie de Covid-19 aux États-Unis | annulé en raison de la pandémie de Covid-19 aux États-Unis |
| 2020  | Nouran Gohar                                               | Nour El Tayeb                                              | 11-9, 11-5, 11-2 (27 min)                                  |                                                            |
| 2019  | Pas de compétition                                         | Pas de compétition                                         | Pas de compétition                                         |                                                            |
| 2018  | Nour El Tayeb                                              | Sarah-Jane Perry                                           | 11-8, 10-12, 11-6, 11-8 (50 min)                           |                                                            |
| 2017  | Nour El Sherbini                                           | Joelle King                                                | 11-7, 11-5, 11-3                                           |                                                            |
| 2016  | Nour El Sherbini                                           | Alison Waters                                              | 13-11, 11-6, 11-3                                          |                                                            |
| 2015  | Nour El Sherbini                                           | Joelle King                                                | 11-5, 11-6, 11-3                                           |                                                            |
| 2014  | Alison Waters                                              | Omneya Abdel Kawy                                          | 9-11, 12-10, 11-2, 12-10                                   |                                                            |
| 2013  | Nicol David                                                | Camille Serme                                              | 12-10, 11-2, 11-5                                          |                                                            |
| 2012  | Laura Massaro                                              | Raneem El Weleily                                          | 11-8, 11-4, 11-5                                           |                                                            |
| 2011  | Raneem El Weleily                                          | Jenny Duncalf                                              | 11-7, 15-13, 11-4                                          |                                                            |
| 2010  | Jenny Duncalf                                              | Laura Massaro                                              | 11-6, 11-1, 11-6                                           |                                                            |
| 2009  | Jenny Duncalf                                              | Alison Waters                                              | 11-7, 11-9, 6-11, 11-9,                                    |                                                            |
| 2008  | Natalie Grainger                                           | Shelley Kitchen                                            | 9-11, 11-8, 11-6, 11-1                                     |                                                            |
| 2007  | Natalie Grainger                                           | Jenny Duncalf                                              | 9-3, 9-4, 9-6,                                             |                                                            |
| 2006  | Rachael Grinham                                            | Natalie Grainger                                           | 6-9, 9-6, 9-1, 1-9, 9-4,                                   |                                                            |
| 2005  | Nicol David                                                | Natalie Grinham                                            | 5-9, 9-6, 9-4, 9-3                                         |                                                            |
| 2004  | Natalie Grainger                                           | Linda Elriani                                              | 6-9, 9-4, 9-6, 9-4,                                        |                                                            |
| 2003  | Cassie Jackman                                             | Carol Owens                                                | 9-5, 5-9, 4-9, 9-7, 9-5                                    |                                                            |
| 2002  | Carol Owens                                                | Tania Bailey                                               | 9-7, 9-1, 10-8                                             |                                                            |
| 2001  | Sarah Fitz-Gerald                                          | Carol Owens                                                |                                                            |                                                            |
| 2000  | Leilani Joyce                                              | Linda Charman                                              | 9-5, 9-2, 9-1                                              |                                                            |
| 1999  | Michelle Martin                                            | Linda Charman                                              | 10-8, 9-5, 7-9, 9-5                                        |                                                            |
| 1998  | Michelle Martin                                            | Sarah Fitz-Gerald                                          | 9-2, 9-4, 9-3                                              |                                                            |
| 1997  | Sarah Fitz-Gerald                                          | Michelle Martin                                            | 9-3, 7-9, 9-0, 3-9, 10-8                                   |                                                            |
| 1996  | Cassie Jackman                                             | Liz Irving                                                 | 10-8, 9-6, 9-2                                             |                                                            |
| 1995  | Michelle Martin                                            | Carol Owens                                                | 9-2, 9-2, 9-6                                              |                                                            |
| 1994  | Cassie Jackman                                             | Demer Holleran                                             |                                                            |                                                            |
| 1993  | Fiona Geaves                                               | Vicki Cardwell                                             |                                                            |                                                            |
| 1992  | Demer Holleran                                             |                                                            |                                                            |                                                            |
| 1991  | Demer Holleran                                             |                                                            |                                                            |                                                            |
| 1990  | Ellie Pierce                                               |                                                            |                                                            |                                                            |
| 1989  | Karen Kelso                                                |                                                            |                                                            |                                                            |
| 1988  | Pas de compétition                                         | Pas de compétition                                         | Pas de compétition                                         |                                                            |
| 1987  | Karen Kelso                                                |                                                            |                                                            |                                                            |
| 1986  | Alicia McConnell                                           |                                                            |                                                            |                                                            |
| 1985  | Alicia McConnell                                           |                                                            |                                                            |                                                            |
| 1984  | Alicia McConnell                                           |                                                            |                                                            |                                                            |
| 1983  | Alicia McConnell                                           |                                                            |                                                            |                                                            |
| 1982  | Alicia McConnell                                           |                                                            |                                                            |                                                            |
| 1981  | Alicia McConnell                                           |                                                            |                                                            |                                                            |
| 1980  | Alicia McConnell                                           |                                                            |                                                            |                                                            |
| 1979  | Barbara Maltby                                             |                                                            |                                                            |                                                            |
| 1978  | Barbara Maltby                                             |                                                            |                                                            |                                                            |
| 1977  | Barbara Maltby                                             |                                                            |                                                            |                                                            |
| 1976  | Barbara Maltby                                             |                                                            |                                                            |                                                            |
| 1975  | Barbara Maltby                                             |                                                            |                                                            |                                                            |